# Liste bedeutender Franziskaner
Die Liste bedeutender Franziskaner verzeichnet Mitglieder der Franziskanischen Orden (Minoriten, Kapuziner, Franziskaner), die für die Ordensgeschichte besondere Bedeutung haben.

## Liste
Nach Geburtsjahr geordnet:

### 12. Jahrhundert
- Franz von Assisi (1181–1226), italienischer Heiliger und Gründer
- Bernhard von Quintavalle (≈1180–1242/45), erster Gefährte des Franziskus
- Pietro Catanii (≈1175–1221), zweiter Gefährte des Franziskus
- Cäsarius von Speyer (<1180–1239), deutscher Theologe und Bußprediger, erster Provinzial der deutschen Franziskaner
- Elias von Cortona (1180–1253), umstrittener 2. Generalminister der Franziskaner
- Johannes de Plano Carpini (≈1185–1252), italienischer Forschungsreisender
- Guido von Cortona (1187–1247), Seliger
- Thomas von Celano (≈1190–1260), italienischer Chronist und Autor
- Antonius von Padua (1195–1231), italienischer Heiliger und Kirchenlehrer
- Jordan von Giano (≈1195–>1262), Chronist und Provinzialminister in Deutschland
- Bartholomaeus de Glanvilla (≈1195–1250), Scholastiker und Autor einer der ersten Enzyklopädien

### 13. Jahrhundert
- Simon von Collazzone (≈1200–1250), als Seliger verehrter Franziskaner, Gefährte des Hl. Franziskus
- Benedictus Polonus (≈ 1200–1280), polnischer Begleiter des Johannes de Plano Carpini und Chronist seiner Reise in die Mongolei
- Julian von Speyer († ≈1250), heiliggesprochener Chormeister, Komponist und Dichter in Paris
- Lukas von Padua (≈1200–1285), Prediger und Provinzial der Franziskaner in Padua
- Lamprecht von Regensburg (≈1200–?), deutscher Dichter und Mystiker
- Johannes von Parma (1208–1289), achter Generalminister des Franziskanerordens, Seliger
- Albert von Stade OFMconv (≈ 1210–1264), Autor der mittelalterlichen Weltchronik Annales Stadenses
- Berthold von Regensburg (≈1210–1272), deutscher Buß- und Kreuzzugsprediger
- Roger Bacon (1214–1292/94), englischer Philosoph
- Wilhelm von Rubruk (≈1215/20–1270), flämischer Forschungsreisender in der Mongolei
- Bonaventura von Bagnoregio (1221–1274), italienischer Theologe, Generalminister, Kardinal, Heiliger, Kirchenlehrer
- Salimbene von Parma (1221–1288), italienischer Chronist
- Girolamo Masci d’Ascoli (1227–1292), Papst Nikolaus IV. von 1288 bis 1292
- Ramon Llull (1232–1316), katalanischer Philosoph, Logiker, Grammatiker und Theologe
- Iacopone da Todi (≈1235–1306), italienischer Lyriker
- Juan Gil de Zámora (≈1250–1318), spanischer Theologe und Historiker
- Angelus Clarenus (Petrus von Fossombrone) (≈1250–1337), Haupt der Spiritualen, Chronist
- Ubertino da Casale (1259–1330), Theologe und Wortführer der Spiritualen
- Bonagratia von Bergamo (≈1265–1340), Jurist
- Odorich von Portenau (1265/86–1331), österreichisch/italienischer Chinareisender
- Johannes Duns Scotus (≈1266–1308), schottischer Theologe und Scholastiker
- Nikolaus von Lyra (≈1270/75–1340), Bibeltheologe
- Michael von Cesena (1270–1342), italienischer Theologe, Generalminister der Franziskaner und verurteilter Häretiker
- Alvarus Pelagius (1275–1350), galicischer Theologe und Bischof in Portugal
- Pietro Rainalducci (≈1275–1333), Gegenpapst Nikolaus V.
- Wilhelm von Ockham (≈1285– 349/50), englischer Philosoph und Scholastiker
- Nikolaus von Unhorst († 1400), böhmischer Bischof von Lavant
- Bartholomäus von Pisa († ≈1401), Verfasser einer biografischen Schrift über Franziskus

### 14. Jahrhundert
- Berthold Schwarz (14. Jhd.), deutscher Alchimist und Erfinder
- Johannes von Winterthur (≈1300–1348/49), deutscher Chronist des Mittelalters
- Nikola Tavelić (≈1340–1391), kroatischer Missionar und Heiliger
- Petrus Philargis (1340–1410), Gegenpapst Alexander V.
- Johannes Sintram (≈1380–1450), Minorit und Guardian im Franziskanerkloster Würzburg, Lektor und Verfasser sowie Herausgeber von Predigten
- Bernhardin von Siena OFM (1380–1444), italienischer Bußprediger und Heiliger
- Johannes von Capistrano (1386–1456), italienischer Wanderprediger
- Jakobus von der Mark (1394–1476), Prediger und Inquisitor
- Thomas von Frignano (≈1305–1381), Kardinal und Patriarch von Grado
- Johannes Zatow († 1395), 1394/95 Weihbischof im Bistum Schwerin
- San Diego von Alcalá (1400–1463), spanischer Laienbruder und Missionar der Guanchen, Heiliger
- Jakob von Zadar (≈1400–1490), kroatischer Seliger
- Johannes Brugmann (≈1400–1473), Volksprediger am Niederrhein

### 15. Jahrhundert
- Johannes Bremer (15. Jahrhundert), Theologe, ab 1437 Professor in Erfurt
- Francesco della Rovere (1414–1484), Papst Sixtus IV. von 1471 bis 1484
- Pelbart von Temeswar (1435–1504), Prediger und geistlicher Schriftsteller im Königreich Ungarn
- Stephan Fridolin (≈1430–1498), deutscher Prediger und geistlicher Schriftsteller
- Matthias Döring OFM, Provinzial der Sächsischen Franziskanerprovinz von 1436 bis 1461, Generalminister von 1443 bis 1449
- Dietrich Coelde OFM (≈1435–1515), niederländischer Schriftsteller
- Gonzales Jiménez de Cisneros OFM (1436–1517), spanischer Inquisitor und Erzbischof von Toledo (Spanien)
- Bernhardin von Feltre (1439–1494), italienischer Prediger und Gründer caritativer Leihanstalten
- Luca Pacioli (≈1445–1514), Mathematiker
- Marco Vigerio della Rovere OFMconv (1446–1516), italienischer Kardinal
- Johann Spender OFMconv (≈1450–1503), Weihbischof in Köln
- Nikolaus Glasberger (auch Glassberger) OFMobs (≈1450–1508), deutscher Historiker
- Jean Catilinet (≈ 1450–1530), französischer Provinzial im Burgund
- Johannes Pauli (≈1455–1530), elsässisch-deutscher Schwankdichter
- Paul Scriptoris (≈1460–1505), deutscher Theologe
- Clemente Grosso della Rovere OFMconv (1462–1504), italienischer Kardinal
- Johannes Baptist Righi (1469–1539), italienischer Einsiedler und Heiliger
- Antonius Broickwy (≈1470–1541), niederländischer Theologe und Prediger
- Martin de Valencia (≈1473–1534), spanischer Missionar in Mexiko
- Antonio de Guevara (≈1480–1545), spanischer Schriftsteller und Historiker, Chronist am Hof Karls V.
- Augustin von Alveldt (≈ 1480–1535), Theologe und Gegner der Reformation
- Sebastian Münster (1488–1552), deutscher Universitätsgelehrter
- Gerónimo de Aguilar (1489–1531), spanischer Übersetzer und Dolmetscher in Mexiko für Hernán Cortés
- Francesco Torniello (≈1490–1589), Mathematiker und Typograf
- Mateo de Bascio OFMcap (1495–1552), italienischer und Begründer des Kapuzinerordens
- Alfonso de Castro (1495–1558), spanischer Theologe und Jurist der Spätscholastik
- Marcos de Niza (≈1495–1558), spanischer Entdeckungsreisender in Peru und Mexiko
- Lütke Namens (1497–1574), friesischer Theologe und Gegenreformator
- Bernardino de Sahagún (1499–1590), spanischer Missionar und Ethnologe
- Petrus von Alcantara (1499–1562), spanischer Mystiker, Bußprediger und Ordensreformator, Heiliger
- Juraj Dragišić (1445–1520), kroatischer Theologe, Philosoph, Bischof und Titularerzbischof
- Heinrich Never OFM (≈1500–1553), betrieb von Wismar aus die Reformation in Nordostdeutschland

### 16. Jahrhundert
- Lambrecht Slagghert OFM († nach 1533), Chronist des Klarissenklosters Ribnitz
- Felix von Cantalice OFMcap (1515–1587), Heiliger
- Salvator von Horta (1520–1567), sardinischer Laienbruder und Heiliger
- Arnoldus Mermannus (1520–1578), flämischer Minorit aus Alost, lehrte an der Universität Löwen Theologie
- Felice Peretti di Montalto (1521–1590), Papst Sixtus V. von 1585 bis 1590
- Benedikt der Mohr OFMCap (1526–1589), afrikanischer Sklave und Mönch auf Sizilien
- Constanzo Porta OFM (1528/29–1601), italienischer Kapellmeister und Komponist der Renaissance
- Antonino Natoli von Patti OFM (1539–1617), Provinzialminister auf Sizilien
- Gonsalo Garcia OFM (1556–1597), Laienbruder, Märtyrer in Nagasaki, erster indischer Heiliger
- Blasius Amon OFM (≈1558–1590), Tiroler Komponist
- Henri de Joyeuse OFMcap (1563–1608), französischer Heerführer und Provinzialminister der Kapuziner
- Luis Sotelo (1574–1624), Missionar auf den Philippinen und in Japan, Märtyrer
- Père Joseph OFMcap (1577–1638), französischer Theologe, Berater Richelieus und Geheimdienstchef
- Fidelis von Sigmaringen OFMcap (1578–1622), hohenzollerischer Ordenspriester und Märtyrer
- Francesco Quaresmio OFM (1583–1656), Orientalist
- Wojciech Dembołęcki (1585–1645/47), polnischer Komponist
- Valerian von Magnis OFMCap (1586–1661), italienischstämmiger Provinzial der österreichisch-böhmischen Kapuziner und Diplomat

### 17. Jahrhundert
- Josef von Copertino (1603–1663), Mystiker, Heiliger
- Johannes Poncius OFMobs (1603–1672/73), irischer Gelehrter und Vertreter des Scotismus
- Prokop von Templin OFMcap (1608–1680), Schriftsteller und geistlicher Liederdichter der Barockzeit
- Giovanni Antonio Cavazzi da Montecuccolo OFMcap (1621–1678), italienischer Missionar in Angola und Verfasser von Reiseberichten
- Emerich Sinelli OFMcap (1622–1685), Bischof von Wien
- Louis Hennepin (1626–1705), belgischer Missionar und Entdecker in Nordamerika
- Antoine Legrand (1629–1699), niederländischer Missionar und Verfasser philosophischer und theologischer Werke
- Marco d’Aviano OFMcap (1631–1699), Prediger, päpstlicher Legat bei der Zweiten Belagerung Wiens durch die Türken.
- Francesco Antonio Urio (≈ 1631–1719), italienischer Komponist und Kapellmeister, dessen Musik von G. F. Händel sehr geschätzt wurde.
- Giovanni Franchini OFMConv (1633–1695), Historiker und Chronist
- Laurentius von Schnüffis OFMcap (1633–1702), Hofschauspieler, später Prediger, Komponist, Lyriker und Erzähler
- Martin von Cochem OFMcap (1634–1712), Autor zahlreicher religiöser Bücher
- Fortunatus Hueber OFM (1639–1706), deutscher Kirchenhistoriker, Provinzial und Generaldefinitor
- Louis-François Duplessis de Mornay OFMcap (1663–1741), französischer Bischof von Québec in Kanada
- Liberat Weiß (1675–1716), deutscher Missionar und Märtyrer in Äthiopien
- Leonhard von Porto Maurizio OFM (1676–1751), italienischer Volksprediger und Heiliger
- Bohuslav Matej Černohorský (1684–1742), tschechischer Komponist und Orgellehrer
- Carlo Lodoli (1690–1761), italienischer Architekturtheoretiker
- Francesco Maria Zuccari (1694–1788), italienischer Komponist und Kapellmeister

### 18. Jahrhundert
- Giambattista Martini (1706–1784), italienischer Komponist und Musiktheoretiker
- Junípero Serra (1713–1784), aus Mallorca stammender Gründer von San Francisco
- Giuseppe Paolucci (Siena, 25. Mai 1726 – 24. April 1776), italienischer Komponist, Kapellmeister und Theoretiker.
- Antônio de Sant’Ana Galvão (1739–1822), brasilianischer Heiliger
- Marcellinus Molkenbuhr OFM (1741–1825), deutscher Theologe, mehrfach Provinzial der Saxonia
- Flavius Scheuermann OFM (1744–?), deutscher Organist und Komponist
- Eulogius Schneider (1756–1794), deutscher Theologieprofessor und später Jakobiner in Straßburg
- Damaszen Himmelhaus OFM (1760–1822), Leiter der Normalschule in Paderborn, Schulinspektor im Hochstift Paderborn
- Jean Baptiste Girard (Père Grégoire) (1765–1850), Schweizer Pädagoge
- Nicolas Custer (1766–1800), Priester im Widerstand gegen die Französische Revolution
- Ludovico Micara OFMcap (1775–1847), italienischer Kardinal
- Johann Christoph Bernsmeyer OFM (1777–1858), Gründer der Mauritzschwestern

### 19. Jahrhundert
- Peter Singer OFM (1810–1882), Novizenmeister und Musiker in Salzburg
- Konrad von Parzham OFMCap (1818–1894), Pfortenbruder in Altötting und Heiliger
- Paschalis Gratze OFM (1819–1896), Orgelbauer und Baumeister
- Grgo Martić OFM (1822–1905), bosnisch-kroatischer Schriftsteller
- Vinzenz Maria Gredler OFM (1823–1912), Tiroler Naturforscher
- Engelbert Kolland (1827–1860), österreichischer Missionar und Märtyrer in Syrien
- Honorat Koźmiński OFMcap (1829–1916), polnischer Kapuziner
- Peter (Jakobus) Wirth FFSC (1830–1871), Gründer der Franziskanerbrüder vom Heiligen Kreuz
- Aloys Lauer OFM (1833–1901), Generalminister
- Gregorio María Aguirre y García OFM (1835–1913), Erzbischof von Burgos und Toledo
- Petrus von Hötzl OFM (1836–1902), Provinzial der Bavaria, Bischof von Augsburg
- Hilarius von Sexten OFMCap (1839–1899), österreichischer Moraltheologe
- Constantin Maria von Droste zu Hülshoff OFMConv(1841–1901), deutscher Franziskaner in der Diözese La Crosse
- José Sebastião Neto OFMDisc (1841–1920), spanischer Bischof in Afrika und zwölfter Patriarch von Lissabon
- Konrad Eubel OFMconv (1842–1923), deutscher Historiker
- Innozenz von Berzo OFMcap (1844–1890), italienischer Kapuziner, Seliger
- Hartmann von An der Lan-Hochbrunn, OFM (1863–1914), aus Südtirol stammender Komponist, Organist und Dirigent
- Jordan Mai OFM (1866–1922), deutscher Franziskanerbruder, heiligmäßiger Pförtner
- Leopold Mandić OFMcap (1866–1942), kroatischer Heiliger
- Heribert Holzapfel OFM (1868–1936), Ordenshistoriker, Provinzial der Bavaria
- Beda Kleinschmidt OFM (1867–1932), deutscher Kirchen- und Kunsthistoriker, Provinzial der Saxonia
- Wenceslaus Straussfeld OFM (1867–1933), deutscher Theologe und Reformer der schulischen Ausbildung
- Expeditus Schmidt OFM (1868–1939), deutscher Theater- und Literaturhistoriker und Publizist
- Joseph Wenzel Kinold OFM (1871–1952), Apostolischer Vikar in Sapporo, Titularbischof von Panemotichus
- Elpidius Weiergans OFM (1873–1946), Autor und Aktivist für den Kreuzbund (Selbsthilfegruppe)
- Dionysius Ortsiefer OFM (1874–1946), Dom- und Rundfunkprediger
- Walther Tecklenborg OFM (1876-1965), deutscher Maler und Genealoge
- Adalbert Schmücker OFM (1878–1927), deutscher Bischof von Tsinan
- Cyrillus Jarre OFM (1878–1952), deutscher Missionswissenschaftler und Erzbischof von Tsinan
- Hippolytus Böhlen OFM (1878–1950), deutscher Schriftsteller und Bühnenautor
- Agostino Gemelli (1878–1959), italienischer Arzt und Psychologe, Gründer der Katholischen Universität in Mailand
- Romanus Bange OFM (1880–1941), Domprediger und Opfer des Nationalsozialismus
- Thaddäus Soiron OFM (1881–1957), Priester und Theologe
- Leonhard Adler (1882–1965), österreichisch-deutscher Ingenieur, Politiker und Arbeiterpriester
- Ingbert Naab OFMCap (1885–1935), Priester und früher Widerstandskämpfer gegen die Ideologie des Nationalsozialismus
- Heribert Jone OFMCap (1885–1967), Priester, Kirchenrechtler und Moraltheologe
- Francesco Forgione OFMcap (1887–1968), genannt Pater Pio, stigmatisierter Priester und Heiliger
- Petrus Karl Mangold OFM (1889–1942), Priester und entschiedener Kritiker des Nationalsozialismus, NS-Opfer
- Daniel Henrique Hostin OFM (1890–1973), Bischof von Lages (Brasilien)
- Zyrill Fischer OFM (1892–1945), österreichischer Priester und Autor gegen den Nationalsozialismus
- Kilian Kirchhoff OFM (1892–1944), Priester und Ostkirchen-Forscher, NS-Opfer
- Maximilian Kolbe OFMConv (1894–1941), polnischer Priester, NS-Opfer und Heiliger
- Siegfried Schneider OFM (1894–1935), Priester und Verfasser christlicher Literatur, wegen seiner Bedeutung für das Krippenapostolat im deutschen Sprachraum als „Krippenpater“ bezeichnet
- Pierre Péteul OFMCap (1895–1990), Retter für viele französische Juden in der Zeit des Nationalsozialismus
- Autbert Stroick OFM (1896–1940), Priester, Kirchenhistoriker
- Cajetan Baumann OFM (1899–1969), Architekt von Kirchen und Klöstern in den USA
- José Calasanz Rosenhammer OFM (1900–2003), österreichischer Bischof in Bolivien

### 20. Jahrhundert
- Wunibald Talleur OFM (1901–1975), deutscher Bischof in Brasilien
- Petrus Pavlicek (1902–1982), österreichischer Volksmissionar
- Thaddäus Brunke OFM (1903–1942), deutscher Priester und Guardian in Fulda, NS-Opfer
- Archangelus Löslein OFMcap (1903–1982), Begründer der katholischen Jugendfreizeiten im Bistum Fulda
- András Kun (1945 hingerichtet), Minoritenpater und Massenmörder, Mitglied der ung. Pfeilkreuzler
- Heinrich Suso Braun OFMCap (1904–1977), deutscher Philosoph und Theologe sowie Radioprediger
- Wolfgang Piatkowski OFM (1907–1945), deutscher Laienbruder, NS-Opfer
- Sophronius Clasen OFM (1909–1974), Historiker, Quellenforscher und Schriftsteller
- Nicola Agnozzi OFMConv (1911–2008), italienischer Bischof von Ndola in Sambia und Ariano Irpino-Lacedonia in Italien
- Elpidius Markötter OFM (1911–1942), deutscher Priester und Magister in Warendorf, NS-Opfer
- Odorico Leovigildo Sáiz Pérez OFM (1912–2012), spanischer Bischof von Requena in Peru
- Herman Felhoelter OFM (1913–1950), US-amerikanischer Priester und Feldkaplan der US-Armee im Koreakrieg
- Kajetan Eßer OFM (1913–1978), deutscher Ordenshistoriker
- Lothar Hardick OFM (1913–1999), deutscher Ordenshistoriker
- Wolfgang Rosenbaum OFM (1915–1942), deutscher Laienbruder, NS-Opfer
- Paschasius Rettler OFM (1915–2004), deutscher Bischof von Bacabal in Brasilien
- Gereon Goldmann OFM (1916–2003), deutscher Missionar in Japan und Indien
- Bonifaz Madersbacher OFM (1919–2007), Tiroler Missionsbischof in Bolivien
- Ljudevit Rupčić OFM (1920–2003), kroatischer Autor und Exeget, Übersetzer des Neuen Testaments ins Kroatische
- Paulo Evaristo Kardinal Arns OFM (1921–2016), emeritierter Erzbischof von São Paulo und Menschenrechtsaktivist
- Umberto Kardinal Betti OFM (1922–2009), italienischer Theologe
- Aloísio Kardinal Lorscheider OFM (1924–2007), Erzbischof von Aparecida in Brasilien
- Alexandre José Maria Kardinal dos Santos OFM (1924–2021), Erzbischof von Maputo in Mosambik
- (Antonio) Eduardo Bösl OFM (1925–2000), deutscher Missionsbischof in Bolivien
- Giuseppe Germano Bernardini OFMcap (1928–2023), italienischer Erzbischof von İzmir
- Georg Langemeyer OFM (1929–2014), deutscher Religionsphilosoph und Religionspädagoge
- Sigfrid Klöckner OFM (1929–2017), deutscher Moraltheologe, Provinzial der Thuringia
- Antonellus Elsässer OFM (1930–2014), deutscher Moraltheologe
- Andreas Müller (1931–2020), Gründer der Missionszentrale der Franziskaner
- José Higinio Gómez González OFM (1932–2008), spanischer Bischof von Lugo
- Karl Suso Frank OFM (1933–2006), deutscher Kirchenhistoriker
- Matthias Utters OFM (1934–1986), geistlicher Schriftsteller
- Carlos Amigo Kardinal Vallejo OFM (1934–2022), Erzbischof von Sevilla, Spanien
- Cláudio Kardinal Hummes OFM (1934–2022), brasilianischer Erzbischof und Kurienkardinal
- Beda Vickermann OFM (1934–2015), deutscher Missionar in Südamerika
- Lino Vombömmel OFM (1934–2007), Bischof von Santarém in Brasilien
- Gerhard Dautzenberg OFM (1934–2019), deutscher Neutestamentler
- Johannes Schlageter OFM (* 1937), deutscher Historiker
- Herbert Schneider OFM (* 1938), Provinzial der Colonia, Generaldelegat in der Ordensleitung in Rom, Schriftsteller
- Hermann Schalück OFM (1939–2024), ehemaliger Generalminister der Franziskaner und Präsident des Internationalen Katholischen Missionswerkes missio in Aachen
- Laurentius Ulrich Englisch OFM (* 1939), deutscher bildender Künstler
- Wilhelm Egger OFMCap (1940–2008), Bischof von Bozen-Brixen
- Hil Kabashi (* 1941), Apostolischer Administrator für Südalbanien
- Jean-Pierre Grallet OFM (* 1941), Erzbischof von Straßburg
- Theofried Baumeister OFM (* 1941), deutscher Kirchenhistoriker und Koptologe
- Paul Hinder OFMCap (* 1942), Schweizer Bischofsvikar des Apostolischen Vikariats Arabien
- Heribert Arens OFM (* 1942), deutscher Homiletiker
- Josef Schulte OFM (1942–2022), deutscher Homiletiker
- Richard Rohr (* 1943), US-amerikanischer Prediger und Autor spiritueller Bücher
- Helmut Schlegel OFM (* 1943), deutscher Kirchenlieddichter und religiöser Schriftsteller
- Jiří Paďour OFMCap (1943–2015), Bischof von Budweis
- Charles Joseph Chaput OFMCap (* 1944), US-amerikanischer Theologe und Erzbischof von Philadelphia
- Gianfranco Gardin OFMConv (1944–2024), italienischer Kurienerzbischof, später Bischof von Treviso
- Seán Patrick Kardinal O’Malley OFMCap (* 1944), Erzbischof von Boston
- Hadrian W. Koch OFM (* 1944), Provinzial der Thuringia
- Luís Flávio Cappio OFM (* 1946), brasilianischer Bischof von Barra
- Hans-Josef Klauck OFM (1946–2025), deutscher Neutestamentler, Professor an der University of Chicago Divinity School in Chicago
- Slavko Barbarić OFM (1946–2000), kroatischer Priester und Autor
- Mauro Jöhri OFMCap (* 1947), derzeitiger Generalminister der Kapuziner, Schweizer
- Luigi Padovese OFMCap (1947–2010), italienischer Titularbischof und Apostolischer Vikar von Anatolien (Türkei)
- Johannes-Baptist Freyer OFM (* 1953), ehemaliger Rektor der Päpstlichen Universität Antonianum in Rom
- Franz Lackner OFM (* 1956), Erzbischof von Salzburg
- Stan Fortuna, CFR (* 1957), US-amerikanischer Priester, Jazz-Musiker und Hip-Hoper
- Paulus Terwitte OFMCap (* 1959), deutscher Autor und Kolumnist
- Fridolin Ambongo Besungu OFMCap (* 1960), Bischof von Bokungu-Ikela, später Erzbischof von Kinshasa in der Demokratischen Republik Kongo
- Pierbattista Kardinal Pizzaballa OFM (* 1965), Lateinischer Patriarch von Jerusalem
- John Stowe OFMConv (* 1966), Bischof von Lexington